# Seksualpartner
Seksualpartner eller sexpartner er en person med hvem en anden person udfører seksuel aktivitet. 
Eksempel på brug:
Benyttes ofte i betydningen, at de to seksualpartnere regelmæssigt udøver seksuelle aktiviteter sammen.